# Бурникел
Бурникел (фр. Bourniquel) насеље је и општина у југозападној Француској у региону Аквитанија, у департману Дордоња која припада префектури Бержерак.
По подацима из 2011. године у општини је живело 67 становника, а густина насељености је износила 7,48 становника/km². Општина се простире на површини од 8,96 km². Налази се на средњој надморској висини од 161 метар (максималној 171 m, а минималној 55 m).

## Демографија
| 1962. | 1968. | 1975. | 1982. | 1990. | 1999. | 2011. |
| ----- | ----- | ----- | ----- | ----- | ----- | ----- |
| 12    | 62    | 88    | 78    | 52    | 61    | 67    |

График промене броја становника у току последњих година